# البير فيفانكوس
البير فيفانكوس (بالإسبانية: Albert Vivancos Roig) (2 فبراير 1994 ببيسكانو في إسبانيا - ) هو لاعب كرة قدم إسباني في مركز الوسط. لعب مع نادي أوسبيتاليت ونادي إيركوليس ونادي جيرونا وGirona FC B ‏.

## روابط خارجية
- البير فيفانكوس على موقع قاعدة بيانات كرة القدم.إي يو (الإنجليزية)
- البير فيفانكوس على موقع Soccerway.com (الإنجليزية)
- البير فيفانكوس على موقع AS.com (الإسبانية)